# Best to Come
Best to Come è un singolo della cantante svedese Lisa Miskovsky, pubblicato il 19 febbraio 2022 su etichetta discografica Despotz Records.

## Descrizione
Con Best to Come la cantante ha preso parte a Melodifestivalen 2022, la competizione canora svedese utilizzata come processo di selezione per l'Eurovision Song Contest. È la sua seconda partecipazione alla rassegna dopo l'edizione 2012. Essendo risultata la terza più votata dal pubblico fra i sette partecipanti alla sua semifinale, ha avuto accesso alla fase dei ripescaggi per la finale, senza però qualificarsi.

## Tracce
Testi e musiche di Lisa Miskovsky e David Lindgren Zacharias.
1. Best to Come – 3:00

## Classifiche
| Classifica (2022) | Posizione massima |
| ----------------- | ----------------- |
| Svezia            | 40                |